# 산자야
산자야(산스크리트어: सञ्जय) 또는 산자야 가발가나는 고대 인도 힌두 전쟁 서사시 마하바라타의 고문이다. 판다바와 카우라바 사이의 전쟁에 관한 고대 이야기인 마하바라타에서 눈먼 왕 드리타라슈트라는 카우라바들의 아버지다. 차리오티르 가발가나의 아들 산자야는 드리타라슈트라의 고문이자 그의 마부이다. 산자야는 현자 비야사의 제자였으며 그의 주인 드리타라슈트라 왕에게 엄청나게 헌신했다. 산자야는 현자 비야사에게 멀리 일어나는 사건을 볼 수 있는 능력인 디브야 드리슈티(산스크리트어: दिव्या दृष्टि)를 부여받고 드리타라슈트라의 바로 앞에서 바가바드 기타를 포함한 쿠루크셰트라 전쟁의 클라이맥스 전개를 설명한다.